# Whidbey Island (Schiff)
Die USS Whidbey Island (LSD-41) ist ein Docklandungsschiff der United States Navy und gehört der Whidbey-Island-Klasse an. Sie wurde nach der Insel Whidbey benannt.

## Geschichte
LSD-41 wurde 1981 als Typschiff ihrer Klasse in Auftrag gegeben. Noch im selben Jahr wurde bei der Lockheed Shipbuilding and Construction Company in Seattle der Kiel des Schiffs gelegt, der Stapellauf fand 1983 statt. 1985 wurde die Whidbey Island in Dienst gestellt.
1986 nahm die Whidbey Island an der NATO-Übung Northern Wedding/Bold Guard teil, im folgenden Jahr verlegte sie erstmals ins Mittelmeer, ebenso 1988/1989. Im Oktober 1989 fuhr das Schiff nach Hurrikan Hugo in der Karibik, um dort bei der Beseitigung der Schäden zu helfen, 1990 folgte die dritte Mittelmeerfahrt. Noch während des Atlantiktransits wurde die Whidbey Island allerdings umgeleitet und führte in der Operation Sharp Edge Evakuierungen von Zivilisten und Diplomaten vor Liberia durch. Im Anschluss unterstützte sie die Operation Desert Storm aus dem Mittelmeer heraus.
1992/1993 folgte eine Fahrt ins Schwarze Meer, später dann die Teilnahme an der Übung UNITAS im Atlantik. 1995 nahm die Whidbey Island erst an Kaltwasserübungen der NATO teil und verlegte später ein fünftes Mal ins Mittelmeer. 1996 wurde sie zu Instandhaltungsarbeiten bei Norfolk Shipbuilding and Dry Dock eingedockt, 1997 nahm sie wiederum an UNITAS teil. 1999 fuhr die Whidbey Island im Mittelmeer und durch den Sueskanal ins Rote Meer, 2000 folgte eine Modernisierung. Nach den Terroranschlägen am 11. September 2001 wurde die Whidbey Island durchs Mittelmeer in den Indischen Ozean geschickt und nahm dort an Operation Enduring Freedom teil. Auch 2004 fuhr das Schiff an der Seite der Wasp dort.
2006 fuhr die Whidbey Island im Rahmen der Operation Enduring Freedom, wurde jedoch nach Ausbruch des Libanonkriegs ins Mittelmeer gerufen und nahm dort an der Evakuierung von Zivilisten teil. Im Anschluss kehrte das Schiff zurück in den Persischen Golf. 2007/2008 fuhr sie vor Somalia, um dort die Piraterie zu bekämpfen. Im März 2011 gehörte das Schiff zur Kampfgruppe um die Bataan, die im Rahmen der Operation Odyssey Dawn ins Mittelmeer verlegte.
Das Schiff wurde am 22. Juli 2022 außer Dienst gestellt.